# Louis Napoléon Lannes

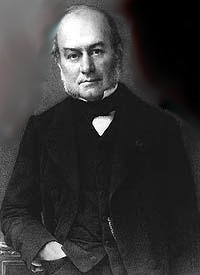
Louis Napoléon Lannes

Louis Napoléon Auguste Lannes, duc de Montebello (* 30. Juli 1801 in Paris; † 19. Juli 1874 ebenda) war ein französischer Staatsmann und Diplomat.
Napoléon, ältester Sohn des Marschalls Jean Lannes aus der Ehe mit Louise-Antoinette de Guéheneuc, erhielt 1815 von Ludwig XVIII. die Pairswürde, trat nach der Revolution von 1830 in den Staatsdienst, ging als bevollmächtigter Minister nach Schweden und später in gleicher Eigenschaft in die Schweiz.
Am 1. April 1839 übernahm er provisorisch das Außenministerium, trat es aber schon am 12. April an den Marschall Soult ab. Danach ging er als Gesandter nach Neapel, war später Marineminister in François Guizots Kabinett und wurde 1849 für das Département Marne in die Legislative gewählt, wo er mit der Majorität stimmte.
Von 1858 bis 1864 war er französischer Botschafter in Sankt Petersburg. 1864 wurde er zum Senator ernannt und starb am 19. Juli 1874 in Paris.
| Vorgänger          | Amt                                                       | Nachfolger                 |
| ------------------ | --------------------------------------------------------- | -------------------------- |
| Louis-Mathieu Molé | Außenminister von Frankreich 31. März 1839 – 12. Mai 1839 | Nicolas-Jean de Dieu Soult |

| Personendaten    | Personendaten                                                                                            |
| ---------------- | --- |
| NAME             | Lannes, Louis Napoléon                                                                                   |
| ALTERNATIVNAMEN  | Lannes, Louis Napoléon; Louis-Napoléon-Auguste Lannes, duc de Montebello; Lannes de Montebello, Napoléon |
| KURZBESCHREIBUNG | französischer Staatsmann und Diplomat                                                                    |
| GEBURTSDATUM     | 30. Juli 1801                                                                                            |
| GEBURTSORT       | Paris |
| STERBEDATUM      | 19. Juli 1874                                                                                            |
| STERBEORT        | Paris |